# Connochaetes taurinus albojubatus
Connochaetes taurinus albojubatus (лат.) — подвид голубого гну, обитающий в Восточной Африке.

## Описание
Морда чёрная, борода белая. Как самец, так и самка обладают рогами, хотя у самки гораздо менее прочные. Рога растут сначала в стороны, потом вверх и, наконец, загибаются внутрь. На шее есть тёмные вертикальные полосы. Хвост чёрный, похож на хвост лошади.

## Ареал
Встречается в Кении и Танзании.

## Среда обитания
Обитает в открытых древесных саваннах с колючими кустарниками, на относительно сухих участках.

## Галерея

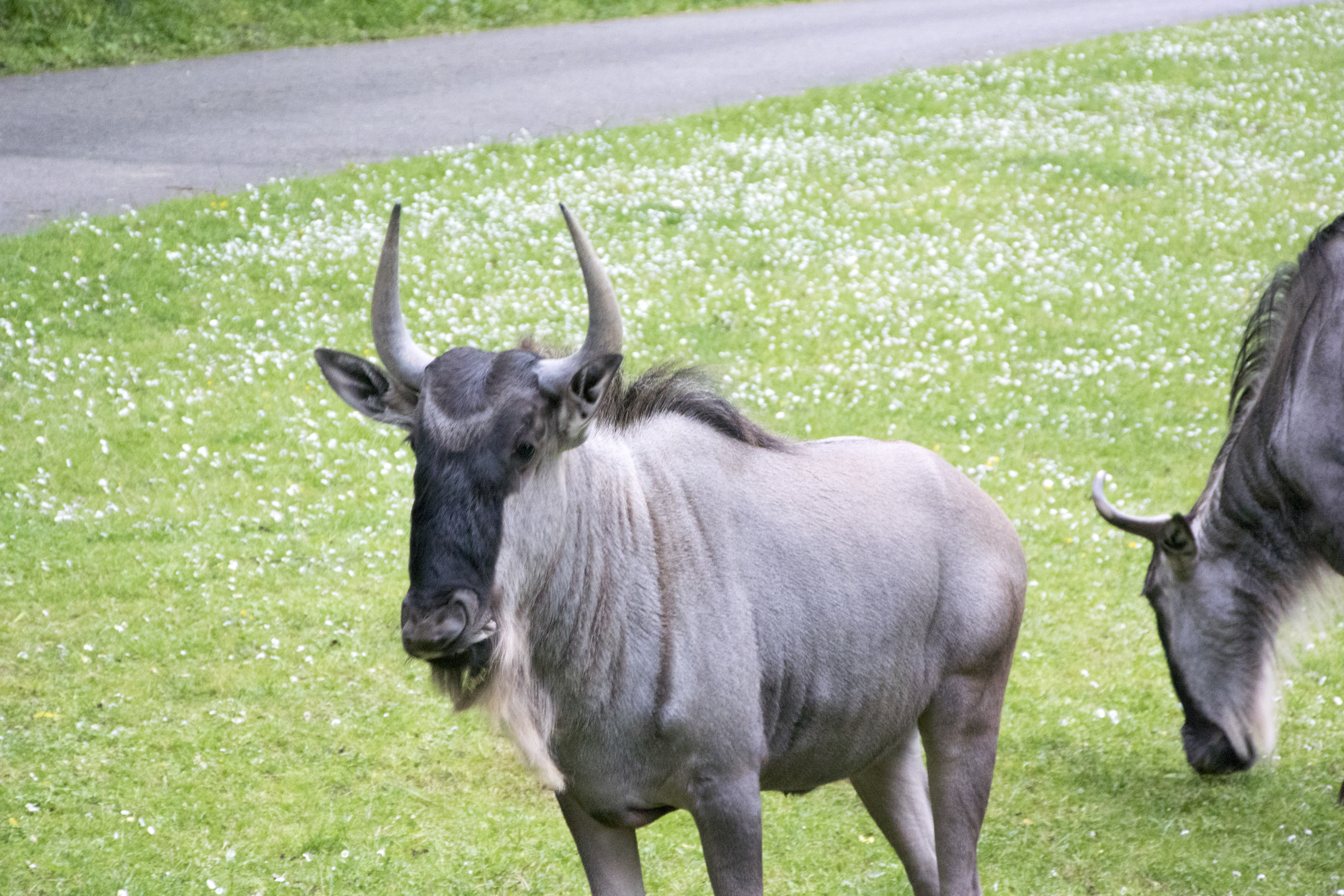
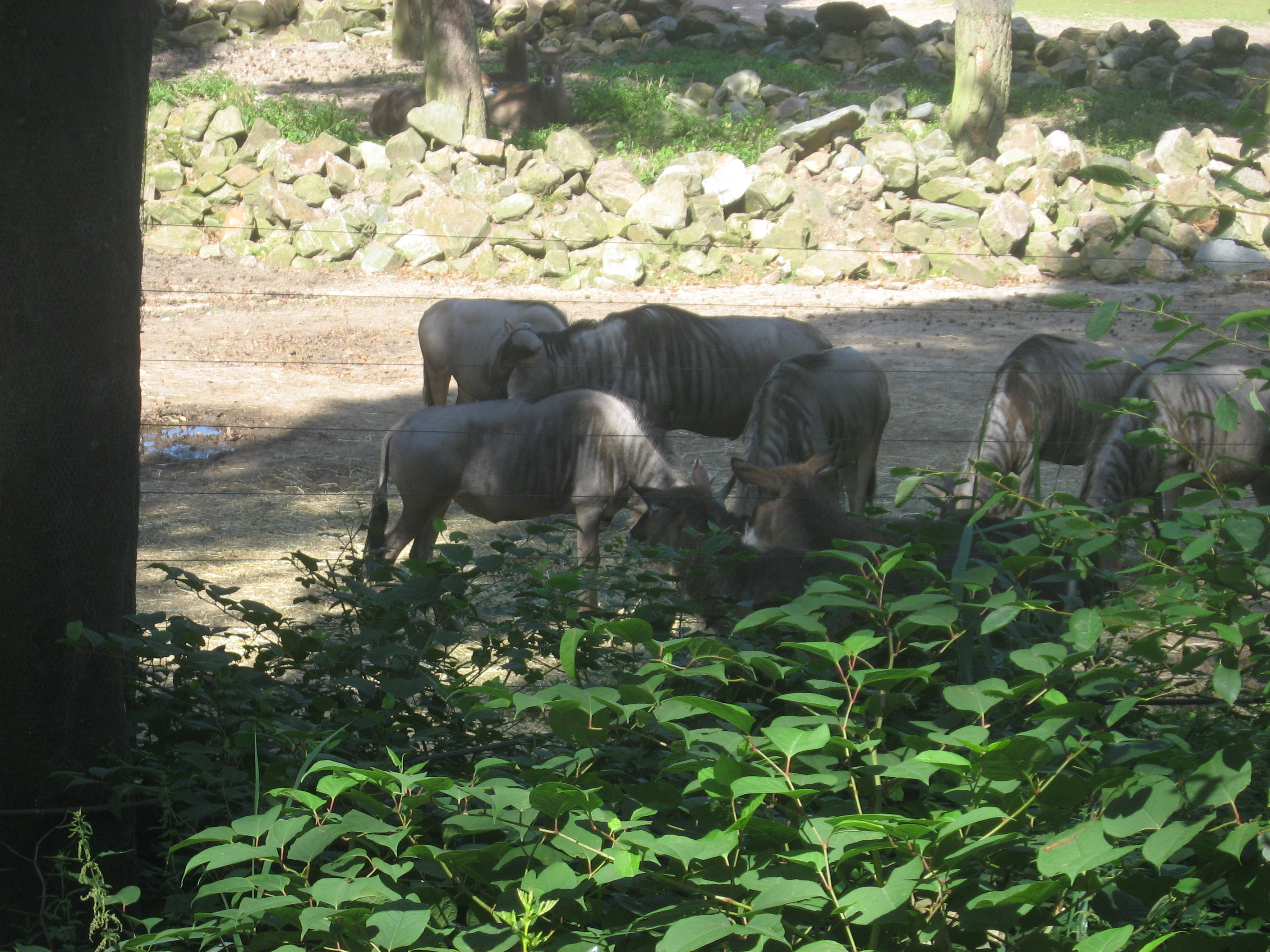
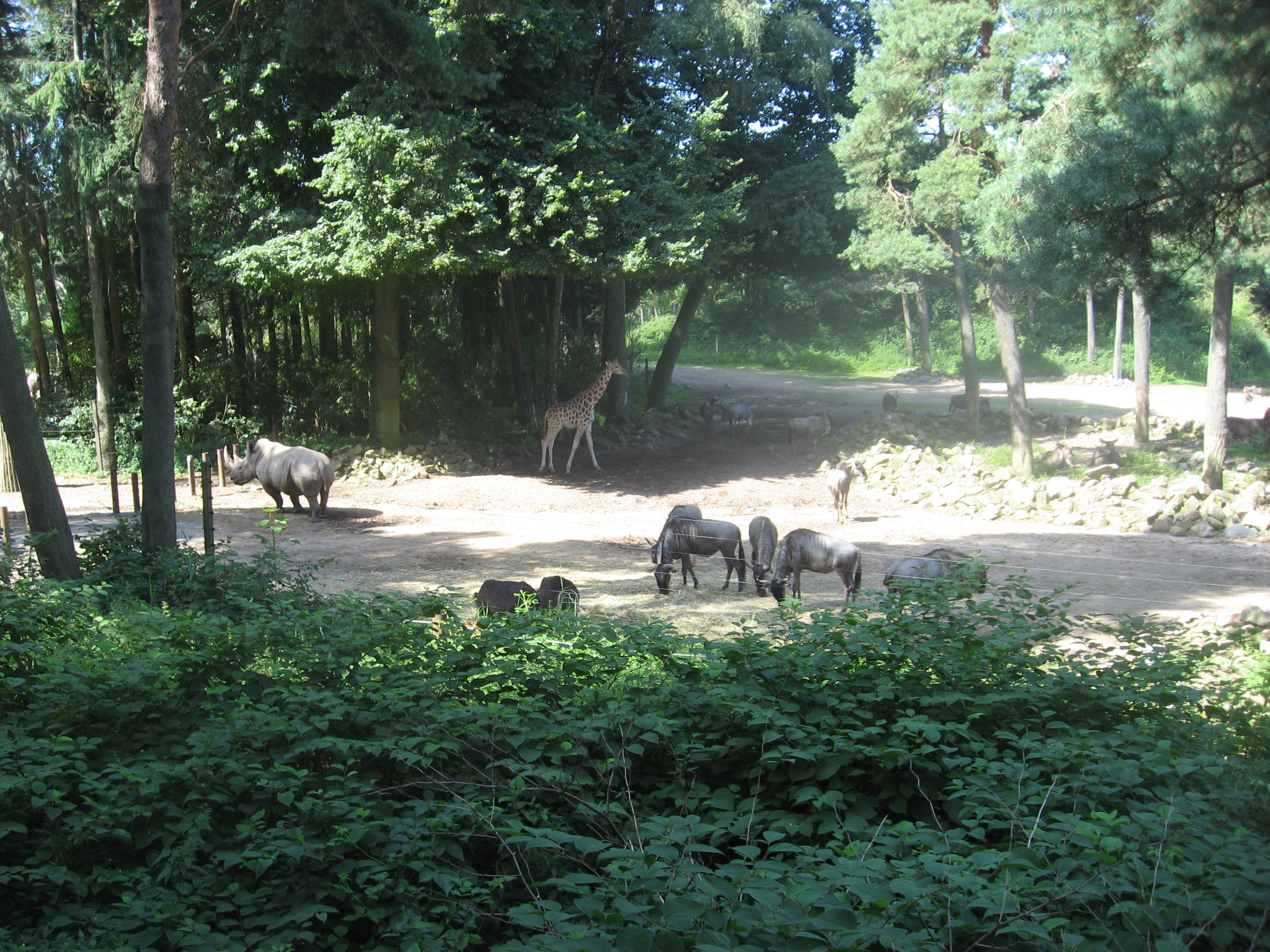